# Nanoparticelle di platino
Le nanoparticelle di platino sono solitamente nello stato di sospensione o di colloide di particelle di platino con dimensioni inferiori a quelle micrometriche immerse in un fluido, generalmente acqua. Un colloide è definito come particelle che rimangono in sospensione senza formare una soluzione ionica o dispersa. La generica definizione "platino colloidale", usata a livello commerciale, include prodotti che contengono diverse concentrazioni di ioni di platino, colloidi di platino, composti di ioni di platino o nanoparticelle di platino in acqua distillata.
Le nanoparticelle di platino hanno una dimensione che varia da 2 a 3 nanometri (nm). Milioni di milioni di particelle nanometriche sono sospese nella soluzione colloidale che assume un colore nero o rossastro. Le nanoparticelle possono essere trovate in svariate forme, come sfere, bacchette e cubi.
Le nanoparticelle di platino sono soggette a una intensa ricerca per via delle loro proprietà antiossidanti che possono trovare applicazione in molte aree come le nanotecnologie, la medicina e la sintesi di nuovi materiali con proprietà uniche.

## Sintesi
Le nanoparticelle di platino sono prodotte da una riduzione di esacloroplatinato. Dopo aver disciolto l'esacloroplatinato, la soluzione viene rapidamente agitata mentre un agente riducente viene aggiunto. Questo fa sì che gli ioni di platino vengano ridotti ad atomi di platino neutri. Man mano che questi atomi di platino si formano la soluzione diventa sovrasatura e il platino inizia a precipitare gradatamente nella forma di particelle con dimensioni inferiori a quelle nanometriche. I restanti atomi di platino si attaccano alle particelle già formatesi e, se la soluzione è agitata abbastanza vigorosamente, le particelle tenderanno ad avere una dimensione uniforme. Per evitare che le particelle si aggreghino, si aggiungono solitamente degli agenti stabilizzanti.

## Effetti biologici
Le ricerche di Yusei Miyamoto dell'Università di Tokyo, Giappone, mostrarono che l'uso delle nanoparticelle di platino della dimensione di 2-3 nm incrementavano la durata della vita del verme Caenorhabditis elegans.
Le nanoparticelle possono presentare alcuni possibili problemi per la sicurezza medica e ambientale  La maggior parte di questi problemi nasce dall'alto rapporto tra superficie e volume, ciò rende spesso le particelle di alcuni metalli molto reattive o catalitiche. Specialmente le nanoparticelle inalate possono causare rischi per la salute, e possono causare infiammazioni e malattie polmonari. Infatti possono passare attraverso la membrana cellulare negli organismi viventi e le loro interazioni con le funzioni biologiche sono praticamente ignote. Comunque, le nanoparticelle libere nell'ambiente tendono ad agglomerarsi rapidamente e quindi assumere dimensioni tali da non essere più considerabili nanometriche. In natura inoltre esistono nanoparticelle alle quali gli organismi sono diventati immuni (così come le particelle di sale provenienti dagli aerosol, le terpeni dalle piante, o la polvere dalle eruzioni vulcaniche).